# 活化工廈計劃

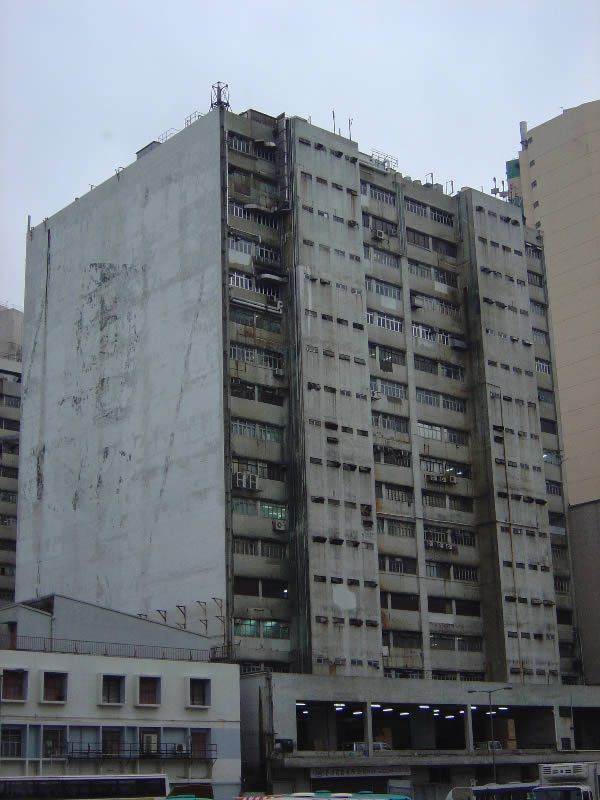
香港常見的舊式工廈

活化工廈計劃Industrial building revitalisation measures 是香港政府自2010年4月起實施的公共政策，容許15年以上舊工業大廈（工廈）業主，免補地價將整幢工廈改裝活化。改裝作其它用途，例如改建為商場、寫字樓、藝術工作室、服務式住宅等。
截至2016年2月底，地政總署共接獲215宗在活化工廈措施下提出的申請，其中124宗已獲批准。合共可提供約138萬平方米的樓面面積。在獲批的124宗個案中，有28宗整幢改裝舊工業大廈個案的擬議新用途包括「康體文娛場所」用途，作文化及創意產業之用。

## 背景
隨著1990年代起香港工業轉型，部分工廈未能物盡其用，為提供更多商業樓面，因此政府鼓勵空置工廠改建用途。2009年10月，香港政府宣布一系列利便舊工廈重建和整幢改裝的活化工廈措施。措施在2010年4月1日生效。2011年9月，政府完成活化工廈措施的中期檢討，及將截止申請日期延長3年，即由2013年3月31日延至2016年3月31日。

## 活化工廈與租金價格影響
2015年9月，報章報導，工廈活化作商廈後，呎租有近一倍的升幅，由平均呎租約10至16元升至20元水平。因此業主普遍寧願活化工廈，也不會重建物業，因補地價成本，加上建築成本較活化工廈高出五倍至七倍，惟物業重建後的呎租水平卻與活化後相若。

## 爭議
政府 2010 年推出活化工廈計劃，大業主可以將工廈翻新及改變成商業用途。外界批評政策只是優待大業主，沒有活化政策之前，大業主一樣可以申請補地價改成商業用途，而活化政策後，大業主則可以免補地價，免費改用途，省下數以十億計的補地價費用。有業內人士建議，政府如果真正希望活化工廠大廈的使用，與其只是優待大業主，不如考慮豁免小型工作室的補地價費用，鼓勵年輕人創業。
有不少報道指出，活化措施令工廈單位租金不斷上升，活化工廈政策反而扼殺生存空間。例如，有大量文化、創意和藝術工作者因未能負擔越來越高的租金而被迫遷離，以致本地文化創意工業幼苗茁壯成長的機會被扼殺。

## 外部連結
- 善用工業大廈 （页面存档备份，存于）發展局